# Margaretha's Gift
Margaretha's Gift is een voormalige koffieplantage aan de Saramacca (rivier) in de kolonie Suriname. Er werd ook cacao geproduceerd. Een oudere naam voor dezelfde plantage is Hendrina's Zorg.

## Locatie
De plantage was gelegen aan de Saramacca links in het afvaren; grenzend stroomopwaarts aan de koffie- en cacaoplantage De Goede Hoop, stroomafwaarts aan koffie- en cacaoplantage De Herstelling. 
In 1828 was de plantage 500 Surinaamse akkers groot, ongeveer 215 hectare. Er werd toen zowel koffie als cacao geproduceerd. In 1886 nog alleen cacao; de opbrengst dat jaar was 16.834 kilogram. 
In 1937 was de plantage deels verlaten.

## Eigendomssituaties
(naar jaar)
- 1820: S.M. Rucker, geboren de Haan
- 1836: J.F. Meyer
- 1863: Jacobus Theodorus Meyer

## Emancipatie
Bij de afschaffing van de slavernij in Suriname in 1863 werden op Margaretha's Gift 44 slaven vrijgemaakt, waarbij 15 nieuwe familienamen werden geboekstaafd, te weten:
Gedagt, Lieberts, Loof, Meye, Nootenhout, Onk, Oppassend, Riemar, Straal, Stroo, Tems, Valdes, Vertrouwd, Wilman, Wilnie.